# Karl-Ernst Sasse
Karl-Ernst Sasse (* 5. Dezember 1923 in Bremen; † 12. November 2006 in Potsdam-Babelsberg) war ein deutscher Komponist und Dirigent. Er galt als einer der bedeutendsten Filmkomponisten der DDR. Sein Lebenswerk als Komponist umfasst zahlreiche Bühnenmusiken sowie mehr als 500 Filmvertonungen für diverse DEFA-Filme. In den 1960er und 1970er Jahren komponierte er die Musik zu mehreren DEFA-Indianerfilmen und Stummfilmklassikern, die ihn bekannt machten. Von 1959 bis 1964 war er Chefdirigent DEFA-Sinfonieorchesters Potsdam-Babelsberg und von 1964 bis 1967 des Staatlichen Sinfonieorchesters Halle.

## Leben

### Frühe Jahre
Karl-Ernst Sasse wurde 1923 als Sohn des Musikpädagogen und Dirigenten Ernst Sasse und seiner Frau Herta, einer chemischen Assistentin, in Bremen geboren. Schon als Kind wurde er künstlerisch von seinen Eltern massiv gefördert. Im Alter von sieben Jahren erhielt er Privatunterricht und erlernte so bereits früh das Spielen diverser Musikinstrumente wie Klavier, Flöte, Bratsche und Saxophon. Mit zehn Jahren komponierte er erstmals eigene Stücke und beschäftigte sich autodidaktisch mit Musiktheorie.
Seine Schullaufbahn startete er in Bückeburg, wo er von 1934 bis 1936 das Gymnasium Adolphinum besuchte. Anschließend wechselte er für vier Jahre ans Gymnasium Athenaeum Stade und ein weiteres Mal nach Sondershausen, wo er 1942 sein Abitur ablegte. Im April 1942 wurde er als Soldat in die Wehrmacht eingezogen und zur Luftwaffe versetzt, wo er zunächst in einem Musikkorps in Nordhausen spielte und später ein Orchester an der Flugzeugführerschule in Schlesien gründete.

### Karrierebeginn
Nach Kriegsende studierte er vom 1. Oktober 1945 am Konservatorium Sondershausen im Fachbereich Dirigieren, Komposition, Klavier, Bratsche und Gesang. Parallel zu seinem Studium arbeitete Sasse als Korrepetitor und Operndirigent am Landestheater Sondershausen. 1948 wurde er erster Opernkapellmeister und 1950 Musikalischer Oberspielleiter. Dem folgte seine Tätigkeit als Solorepetitor und Kapellmeister am Landestheater Meiningen (1948–1951). Des Weiteren baute er als Städtischer Musikdirektor (1951–1956) das Städtische Orchester in Wernigerode auf, leitete in der Folgezeit diverse Sinfonie- und Kurkonzerte. Als Kapellmeister und zweiter Dirigent unter Horst Förster wechselte er an das Staatliche Sinfonieorchester Halle (1956–1958).
Am 1. Januar 1959 übernahm Sasse die Leitung des DEFA-Sinfonieorchesters Potsdam-Babelsberg und vertonte im Laufe seiner Karriere eine Vielzahl von Filmen für die DEFA-Studios. Anfänglich überwachte er lediglich die Einspielung der Kompositionen, später erschuf er auch eigene Stücke für eine Vielzahl von Filmgenres. Während der Arbeit für die DEFA und das Fernsehen der DDR wurde Sasse 1964 Chefdirigent des Staatlichen Sinfonieorchesters Halle und führte in dieser Funktion u. a. das „Solidaritätslied“ auf.

### Werk
Der Fernsehfilm Monolog für einen Taxifahrer von Günter Kunert und Günter Stahnke, für den er 1962 seine erste Musik schrieb, wurde verboten und erst 1990 aufgeführt. Sein erster Kinofilm war Das Geheimnis der 17, ein Kinderfilm aus dem Jahr 1963. Ein Jahr darauf hatte er mit der Musik zu Alaskafüchse sein Spielfilmdebüt. Ab 1967 arbeitete Sasse freischaffend und avancierte zum meistbeschäftigten Komponisten der DEFA, der bis zur Auflösung der ostdeutschen Filmproduktionsgesellschaft ca. 550 Filmvertonungen kreierte. In den 1960er und 1970er Jahren komponierte er die Musik für mehrere DEFA-Indianerfilme mit Gojko Mitić in der Hauptrolle (Spur des Falken, Weiße Wölfe, Ulzana, Blutsbrüder und Der Scout). In den 1970er Jahren steuerte er die Musik zu mehreren Stummfilmklassikern bei (Der Golem, wie er in die Welt kam, Das Cabinet des Dr. Caligari, Von morgens bis Mitternacht und Die Austernprinzessin). In den 1990er Jahren schrieb er die Musik zu rekonstruierten Stummfilmen, u. a. Der letzte Mann im Auftrag der Friedrich Wilhelm Murnau-Gesellschaft, zudem komponierte er die Musik zu dem Film Der Einstein des Sex (1999) von Rosa von Praunheim.
Neben seiner Filmarbeit komponierte Sasse Bühnenmusiken für verschiedene ostdeutsche Theater in Potsdam, Brandenburg und Berlin. Daneben schuf er diverse Lieder, Musicals, Chansons sowie das Kinderballettwerk Hase und Igel, das 1969 in Buna uraufgeführt wurde.

## Familie
Karl-Ernst Sasse war seit 1949 mit der Soubrette Inge Burg verheiratet. Er starb am 12. November 2006 in Potsdam-Babelsberg.

## Auszeichnungen
- 1980: Theodor-Fontane-Preis für Kunst und Literatur
- 1986: Nationalpreis der DDR II. Klasse für Kunst und Literatur im Kollektiv von Künstlern des Fernsehfilms Ernst Thälmann („für die hervorragenden filmspezifischen Leistungen im Fernsehfilm ‚Ernst Thälmann‘, durch die ein bewegendes politisches und künstlerisches Erlebnis vermittelt wurde“)[3]

## Werke (Auswahl)

### Kompositionen
- Vier Lieder (Christian Morgenstern) für Sopran und Kammerorchester, 1955
- Das Jahr im Wald (Hans Möskenthin). Kantate für Sopran, Tenor, gemischten Chor und Kammerorchester
- Requiem für die unbekannten Toten von Hiroshima (Eugen Jebeleanu) für 6-stimmigen gemischten Chor a-cappella, 1972
- „Sequenzen“ für großes Orchester, 1976
- Nocturnes für großes Orchester, 1982
- Die Zeit, sie zerrt am Zügel (Larissa Wassiljewa, Textnachdichtung: Sarah Kirsch). Vier Lieder für Sopran, Flöte, Violine, Cembalo, 1976
- „Notenbüchel für zwei“ für Flöte und Tuba, 1981
- Serenade für Oboe, Klarinette und Fagott, 2001
- „Kirmes“ für 2 Klarinetten, Alt- und Bassklarinetten, 2001
- „Syrinx“ für Klarinette solo, 2001

### Filmmusik
- 1962/1990: Monolog für einen Taxifahrer (Fernsehfilm)
- 1962: Blüte und Insekt (Dokumentarfilm)
- 1963: Geheimnis der 17
- 1964: Alaskafüchse
- 1965: Tiefe Furchen
- 1965: Lots Weib
- 1965: … nichts als Sünde (Arrangement)
- 1966: Hamida
- 1966: Die Reise nach Sundevit
- 1967: Der Revolver des Corporals
- 1968: Mord am Montag
- 1968: Spur des Falken
- 1968: Hauptmann Florian von der Mühle
- 1969: Weiße Wölfe
- 1969: Im Himmel ist doch Jahrmarkt
- 1969: Seine Hoheit – Genosse Prinz
- 1969: Verdacht auf einen Toten
- 1970: Signale – Ein Weltraumabenteuer
- 1970: Unterwegs zu Lenin
- 1970: Junge Frau von 1914 (Fernsehfilm)
- 1970: Wir kaufen eine Feuerwehr
- 1971: Rottenknechte
- 1971: Anlauf (Fernsehfilm)
- 1971: Du und ich und Klein-Paris
- 1972: Der Dritte
- 1972: Euch werd ich’s zeigen
- 1972: Laut und leise ist die Liebe
- 1974: Die eigene Haut (Fernsehfilm)
- 1974: Der nackte Mann auf dem Sportplatz
- 1974: Kit & Co
- 1974: Ulzana
- 1974: Wahlverwandtschaften
- 1975: Lotte in Weimar
- 1975: Blutsbrüder
- 1975: Polizeiruf 110: Ein Fall ohne Zeugen (TV-Reihe)
- 1976: Konzert für Bratpfanne und Orchester
- 1976: Im Staub der Sterne
- 1976: Das Licht auf dem Galgen
- 1977: Der Golem, wie er in die Welt kam[4]
- 1977: Gefährliche Fahndung (TV-Serie)
- 1978: Oh, diese Tante (TV)
- 1978: Ursula (TV)
- 1978: Sabine Wulff
- 1979: Abschied vom Frieden (TV)
- 1979: Polizeiruf 110: Heidemarie Göbel
- 1979: Gelb ist nicht nur die Farbe der Sonne (TV)
- 1979: Karlchen, durchhalten! (TV)
- 1979: Hochzeit in Weltzow (TV)
- 1979: Für Mord kein Beweis
- 1979: Der Baulöwe
- 1979: Lachtauben weinen nicht
- 1979: Chiffriert an Chef – Ausfall Nr. 5
- 1979: Plantagenstraße 19 (TV)
- 1980: Polizeiruf 110: In einer Sekunde
- 1980: Alma schafft alle (TV)
- 1980/1990: Der Staatsanwalt hat das Wort: Risiko (Fernsehreihe)
- 1980: Die Verlobte
- 1980: Der Direktor (Fernsehfilm)
- 1980: Gevatter Tod
- 1980: Don Juan – Karl-Liebknecht-Str. 78
- 1980: Am grauen Strand, am grauen Meer (Fernsehfilm)
- 1981: Die Stunde der Töchter
- 1981: Suturp – Eine Liebesgeschichte (Fernsehfilm)
- 1981: Polizeiruf 110: Auftrag per Post
- 1982: Der lange Ritt zur Schule
- 1982: Bahnwärter Thiel
- 1982–1985: Sachsens Glanz und Preußens Gloria (TV-Mehrteiler)
- 1983: Der Scout
- 1983: Automärchen
- 1983: Das Luftschiff
- 1983: Martin Luther
- 1983: Moritz in der Litfaßsäule
- 1984: Isabel auf der Treppe
- 1984: Ach du meine Liebe (Fernsehfilm)
- 1985: Es steht der Wald so schweigend
- 1985: Weiße Wolke Carolin
- 1986: Die Weihnachtsklempner
- 1986: Hilde, das Dienstmädchen
- 1986: Polizeiruf 110: Gier
- 1987: Polizeiruf 110: Unheil aus der Flasche
- 1988: Der Geisterseher
- 1988: Präriejäger in Mexiko
- 1988: Polizeiruf 110: Still wie die Nacht
- 1988: Schlacht am Bild
- 1988: Polizeiruf 110: Flüssige Waffe
- 1988: Schwein gehabt
- 1988: Hannes (Fernsehfilm)
- 1989: Zwei schräge Vögel
- 1989: Ich, Thomas Müntzer, Sichel Gottes
- 1989: Verflixtes Mißgeschick!
- 1989: Polizeiruf 110: Der Wahrheit verpflichtet
- 1990: Der Hut
- 1990: Polizeiruf 110: Der Tod des Pelikan
- 1990: Erster Verlust
- 1990: Polizeiruf 110: Warum ich …
- 1990: Spreewaldfamilie (TV-Serie)
- 1991: Stein
- 1992: Tandem (Fernsehfilm)
- 1992: Die Tigerin
- 1994: Der Menschenfresser (Fernsehfilm)
- 1999: Der Einstein des Sex